# Petro Petrovics Szlobogyan
Petro Petrovics Szlobogyan, ukránul: Петро Петрович Слободян, oroszul: Пётр Петрович Слободян (Separivci, 1953. július 2. – 2020. december 15.) szovjet válogatott ukrán labdarúgó, csatár, edző.

## Pályafutása

### Klubcsapatban
1970 és 1972 között az Avangard Ternopol, 1972 és 1974 között a Dnyepr, 1975 és 1979 között a Gyinamo Kijev, 1980-ban a Lokomotiv Moszkva labdarúgója volt. A Gyinamóval két szovjet bajnoki címet és egy kupagyőzelmet ért. Tagja volt az 1975-ös szuperkupagyőztes együttesnek.

### A válogatottban
1976-ban két alkalommal szerepelt a szovjet válogatottban.

### Edzőként
2002 és 2004 illetve 2006 és 2008 között az Obolony Kijiv vezetőedzőjeként tevékenykedett.

## Sikerei, díjai
Gyinamo Kijev
- Szovjet bajnokság
  - bajnok (2): 1975, 1977
- Szovjet kupa
  - győztes: 1978
- UEFA-szuperkupa
  - győztes: 1975

## Statisztika

### Mérkőzései a szovjet válogatottban
| Szovjetunió | Szovjetunió        | Szovjetunió                      | Szovjetunió | Szovjetunió | Szovjetunió | Szovjetunió | Szovjetunió | Szovjetunió |
| #           | Dátum              | Helyszín                         | Hazai       | Eredmény    | Vendég      | Kiírás      | Gólok       | Esemény     |
| ----------- | ------------------ | -------------------------------- | ----------- | ----------- | ----------- | ----------- | ----------- | ----------- |
| 1.          | 1976. november 28. | Buenos Aires, Estadio Monumental | Argentína   | 0 – 0       | Szovjetunió | barátságos  | -           | 60'         |
| 2.          | 1976. december 1.  | Rio de Janeiro, Maracanã Stadion | Brazília    | 2 – 0       | Szovjetunió | barátságos  | -           | 46'         |
|             | Összesen           |                                  |             | 2           | mérkőzés    |             | 0           | gól         |